# Anglo-Lutheran Catholic Church

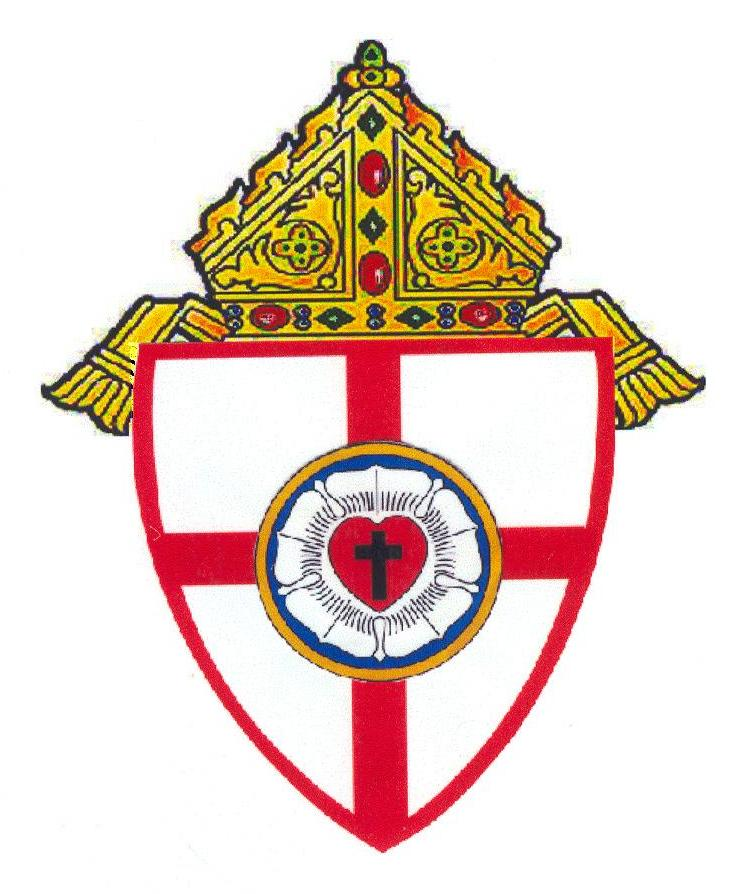
Offizielles Wappen der Augustana Catholic Church

Die Augustana Catholic Church (Katholische Kirche A.B., früher: Anglo-Lutheran Catholic Church, Anglo-lutherische katholische Kirche, ALCC) ist eine lutherische Kirche, die 1997 von Mitgliedern der Lutheran Church – Missouri Synod gegründet wurde. Sie ist theologisch hochkirchlich geprägt und strebt eine korporative Vereinigung mit der römisch-katholischen Kirche an. Erzbistümer und Bistümer der Augustana Catholic Church befinden sich in den USA, Europa und Afrika. Laut eigenen Angaben hat sie weltweit über 50.000 Mitglieder.

## Lehre
Die Augustana Catholic Church zählt zu ihren Bekenntnisgrundlagen Luthers Großen und Kleinen Katechismus und das Augsburger Bekenntnis wie auch die Neununddreißig Artikel der Kirche von England und interpretiert diese Glaubensformulierungen der Reformationszeit in Übereinstimmung mit dem römisch-katholischen Glauben, wie er im Katechismus der Katholischen Kirche dargelegt ist. Ausdrücklich akzeptiert sie den Primat und die Unfehlbarkeit des Papstes. Luthertum versteht sie nicht als Protestantismus, sondern als eine unfreiwillig aus der katholischen Kirche ausgeschiedene Reformbewegung, deren Ziel die Rückkehr zur Einheit sei. Pfarrer und Bischöfe der Augustana Catholic Church werden in apostolischer Sukzession geweiht. Die Ordination von Frauen und praktizierenden Homosexuellen wird abgelehnt.

## Aufnahmebestrebungen in die Römisch-Katholische Kirche
Im Mai 2009 richtete die ALCC eine offizielle Petition an den Heiligen Stuhl um Aufnahme in die römisch-katholische Kirche. Es handelt sich um eine zur Petition der Traditional Anglican Communion separate Anfrage.

## Kirchengemeinschaften
Die Augustana Catholic Church steht mit folgenden Kirchen in voller Gemeinschaft:
- Lutheran Orthodox Church
- Traditional Church of England
- Anglican Church-Traditional Rite
- Alt-Römisch-Katholische Kirche in Nordamerika
- American Orthodox Catholic Church
- Charismatic Catholic Church
- Evangelisch-Lutherische Kirche in Russland

## Metropoliten
- Irl A. Gladfelter (1997–2011)
- Robert Walter Edmondson (seit 2011)